# Herb Wiązowa
Herb Wiązowa – jeden z symboli miasta Wiązów i gminy Wiązów w postaci herbu.

## Wygląd i symbolika
Herb przedstawia głowę św. Jana Chrzciciela na złotej tacy, umieszczoną na czerwonym tle. W górnych rogach pola dwie lilie koloru białego z czarnym konturem.
Lilijki nawiązują do niegdysiejszej przynależności miasta do dóbr biskupiego księstwa nyskiego (por. Herb Nysy). 

## Historia
Wizerunek herbowy występuje na szeregu pieczęci miejskich począwszy od XV wieku.